# Jesiotrowate
Jesiotrowate (Acipenseridae) – rodzina słodkowodnych lub anadromicznych ryb jesiotrokształtnych (Acipenseriformes). Poławiane gospodarczo dla mięsa i kawioru.

## Zasięg występowania
Chłodne i umiarkowanie ciepłe wody półkuli północnej.
Znane z zapisów kopalnych od późnej kredy. Wraz z wiosłonosowatymi są jedynymi żyjącymi przedstawicielami ryb kostnochrzęstnych.

## Cechy morfologiczne
Charakteryzują się silnie wydłużonym, wrzecionowatym ciałem, o pięciokątnym kształcie w przekroju poprzecznym. Skóra pokryta pięcioma rzędami tarczek kostnych (grzbietowy, dwa boczne i dwa brzuszne). Masywna głowa wyciągnięta w ryj (tzw. rostrum - służący do rycia w podłożu), całkowicie pokryta kostnymi płytkami. Otwór gębowy położony w spodniej części głowy, zakończony wysuwalnymi szczękami, poprzedzony dwiema parami wąsików. Krótka płetwa grzbietowa przesunięta do tyłu ponad płetwę odbytową. Heterocerkalna płetwa ogonowa z wysokim i długim płatem górnym. Pierwszy promień płetw piersiowych przekształcony w kolec. Duży pęcherz pławny połączony z przełykiem (z wyjątkiem nibyłopatonosów, u których brak pęcherza pławnego). Dorosłe osobniki nie mają zębów. Ubarwienie zmienne. Największe osobniki osiągają ponad 4 m długości (najdłuższa bieługa miała 7,2 m i wagę 1571 kg, najcięższa ważyła 2072 kg). Gatunki słodkowodne są znacznie mniejsze.

## Tryb życia

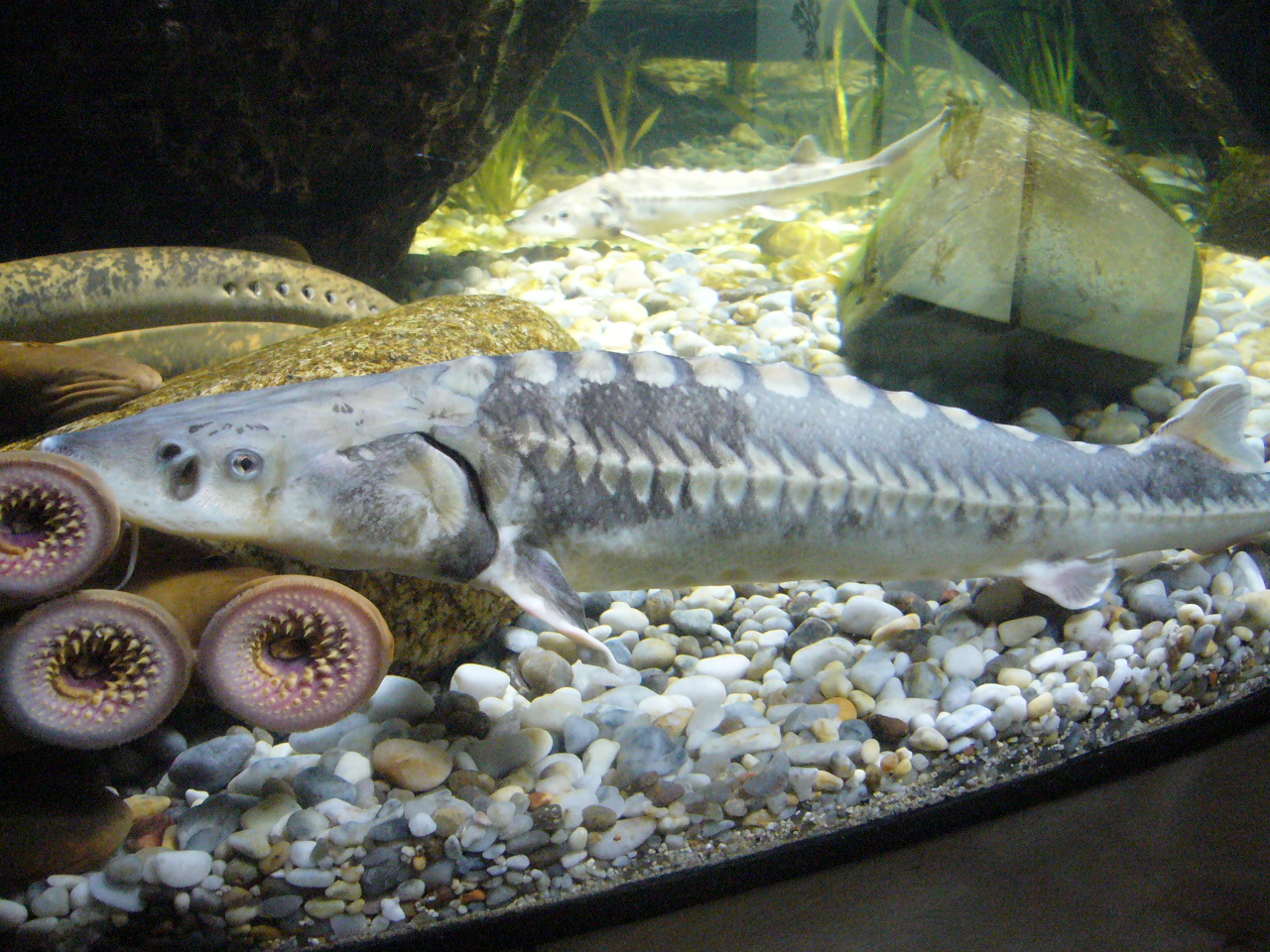
Acipenser nacarii

Tarło odbywają w rzekach. Ikra o średnicy ziarna ok. 3 mm składana jest w dużych ilościach (kilkaset tysięcy do kilku milionów sztuk). Większość gatunków wędruje do mórz, tylko nieliczne pozostają w wodach słodkich (łopatonosy i niektóre formy jesiotrów). Żywią się głównie bezkręgowcami, a starsze osobniki również rybami. Żerują głównie przy dnie. Jesiotrowate należą do ryb długowiecznych.

## Klasyfikacja
Rodzaje zaliczane do tej rodziny:
- Acipenser Linnaeus, 1758
- Huso Brandt & Ratzeburg, 1833
- Pseudoscaphirhynchus Nikolskii, 1900
- Scaphirhynchus Heckel, 1836

## Znaczenie gospodarcze
Mięso niektórych jesiotrowatych jest bardzo cenione na całym świecie. Z ich ikry sporządzany jest kawior.

### Technologie chowu jesiotrowatych
Początkowo hodowla jesiotrowatych ograniczała się do sztucznego rozrodu i produkcji materiału zarybieniowego, głównie wylęgu, na potrzeby zarybień wód otwartych. Następnie zakres tych badań poszerzono o problemy związane z chowem wylęgu, narybku, selektów i tarlaków. Zostały opracowane i zastosowane przeżyciowe techniki pozyskiwania produktów płciowych, co umożliwiło wielokrotne wykorzystanie tarlaków.

### Dojrzewanie i rozwój
Większość anadromicznych gatunków jesiotrowatych tworzy w warunkach naturalnych dwie populacje tarłowe, z których jedna wchodzi na tarło do rzek jesienią (samice są w III–IV stadium), druga natomiast wczesną wiosną (końcówka IV stadium). Ostateczną gotowość do tarła ryby te osiągają już w trakcie wędrówki, następuje wtedy wzrost poziomu hormonów gonadotropowych. Pogorszenie się warunków środowiskowych może spowodować przerwę w tarle (resorpcja ikry), ale gdy warunki środowiskowe wrócą do normy, mogą wznowić tarło.
W przypadku tarła sztucznego jesiotry przetrzymywane są w stawach, sadzawkach lub basenach. Osiągnięcie gotowości do tarła nie jest możliwe bez stymulacji hormonalnej. Stosuje się w tym celu iniekcje z wyciągu odwodnionej w acetonie przysadki mózgowej dojrzałych jesiotrów i ryb karpiowatych (2–3 i 4–6 mg/kg masy ciała samicy), można też stosować syntetyczne analogi hormonów LH-RH i GnRH. Dojrzała ikra od samic pobierana jest najczęściej przez wykonanie nacięcia powłoki brzusznej i nałożenie szwu chirurgicznego. Natomiast pobieranie mlecza od samców nie wymaga specjalnych zabiegów.
Najbardziej efektowną metodą zapłodnienia ikry jest metoda półsucha. Polega ona na tym, że mlecz przed dodaniem do odcedzonej ikry jest rozcieńczany wodą w stosunku 1:50 lub 1:100. Po zapłodnieniu jaja pęcznieją, osłonki jajowe się napinają i uzyskują wyższą wytrzymałość mechaniczną, a ich warstwa zewnętrzna staje się silnie kleista.
Wyodrębniono pięć etapów rozwoju larw jesiotrów: 
- I – od wyklucia do pasywnego oddychania skrzelowego. Larwa oddycha całą powierzchnią ciała. Wylęg koncentruje się w postaci gęstych stad na dnie basenów. Korzystne jest zaciemnienie basenów;
- II – wykształcenie skrzeli, resorpcja woreczka żółtkowego;
- III – rozpoczęcie odżywiania egzogennego, aktywne oddychanie. Obserwuje się wzrost liczby śnięć, wylęg gromadzi się w miejscach oświetlonych;
- IV – aktywne pływanie, całkowita resorpcja woreczka żółtkowego;
- V – aktywne poszukiwanie paszy za pomocą receptorów węchowych i smakowych na wąsikach.

Podchów wylęgu i narybku zależy od:
- odpowiedniej temperatury;
- ilości tlenu rozpuszczonego w wodzie (70%);
- przepływu wody;
- zastosowania odpowiednich pasz dostosowanych dla ryb z dobrze wykształconym żołądkiem;
- małej ilości amoniaku i dwutlenku węgla w wodzie.

Chów jesiotra może się odbywać:
- w stawach pstrągowych;
- w małych stawach karpiowych;
- w basenach tuczowych.